# Campagna delle Pescadores (1895)
La campagna delle Pescadores (23-26 marzo 1895) fu l'ultima operazione militare della prima guerra sino-giapponese e la fase preliminare dell'invasione giapponese di Taiwan (1895).

## Contesto
Con l'avvicinarsi della fine della prima guerra sino-giapponese, i giapponesi si adoperarono per assicurarsi che l'isola di Formosa e le isole Pescadores venissero cedute al Giappone nell'ambito di un eventuale trattato di pace. Anche se le ostilità nella Cina settentrionale si erano interrotte durante i negoziati di pace che sfociarono nel trattato di Shimonoseki, Formosa e le Pescadores furono specificamente escluse dall'ambito dell'armistizio, consentendo ai giapponesi di organizzare un'operazione militare contro di esse senza mettere in pericolo i negoziati di pace. La chiave per la conquista di Formosa erano le Pescadores, che si trovano a metà strada tra la Cina continentale e l'isola. La loro occupazione da parte dei giapponesi avrebbe impedito l'invio di ulteriori rinforzi cinesi attraverso lo stretto di Formosa.
Il 15 marzo 1895, un corpo di spedizione giapponese di 5500 uomini salpò alla volta delle Isole Pescadores. La mattina del 23 marzo 1895 la spedizione sbarcò sull'isola Pa-chau (l'odierna Wangan), a sud dell'arcipelago principale delle Pescadores.

## La campagna
Sebbene le Pescadores fossero presidiate da 15 battaglioni regolari cinesi (5000 uomini) e difese dalla batteria costiera Hsi-tai, recentemente completata (era stata costruita alla fine degli anni 1880 in risposta alla cattura delle Pescadores da parte dei francesi durante la guerra franco-cinese), i giapponesi incontrarono pochissima resistenza durante le operazioni di sbarco, poiché i difensori erano demoralizzati. I giapponesi impiegarono solo tre giorni per prendere il controllo delle isole. Dopo un bombardamento navale dei forti cinesi, il 24 marzo 1895 le truppe giapponesi sbarcarono sull'isola Fisher (l'odierna Xiyu) e sull'isola di Penghu, combatterono alcune brevi azioni con le truppe cinesi e catturarono la batteria Hsi-tai e Makung. Nei due giorni successivi occuparono le altre isole principali delle Pescadores.
Un resoconto dettagliato della campagna delle Pescadores del 1895, basato su fonti ufficiali giapponesi, fu incluso da James W. Davidson nel suo libro The Island of Formosa, Past and Present, pubblicato nel 1903. Davidson era un corrispondente di guerra dell'esercito giapponese durante l'invasione di Formosa e godeva di un accesso privilegiato agli alti ufficiali giapponesi.

## Perdite
Le perdite giapponesi in battaglia furono minime. Tuttavia, poco dopo la conquista delle isole, un'epidemia di colera causò nel giro di pochi giorni la morte di oltre 1500 soldati giapponesi.